# Where’s the beef?
Where’s the beef? (deutsch ‚Wo ist das Rindfleisch?‘) ist eine amerikanische Redewendung und hat ihren Ursprung in einem Werbespot der Fastfood-Kette Wendy’s.
Der Spot lief erstmals am 10. Januar 1984 im amerikanischen Werbefernsehen. Er wurde von Cliff Freeman für die Agentur Dancer Fitzgerald Sample entworfen, Regie führte Joe Sedelmaier. Drei ältere Damen stehen an einem Tisch und inspizieren einen übergroßen Hamburger. Während zwei der Damen dessen Größe, die Brötchen etc. loben, fällt dem Zuschauer auf, dass sich kein Fleisch in dem Hamburger befindet. Die dritte der älteren Damen, dargestellt von Clara Peller, fragt dann auch unablässig: „Where’s the beef?“ Clara Peller, die Sedelmaier zufällig als Maniküristin wegen ihrer tiefen Stimme entdeckt hatte, wurde durch diesen Spot berühmt.
Der Ausspruch wurde in den 1980er Jahren im Alltag rasch dazu gebraucht, auf den ersten Blick recht vielversprechend Aussehendes zu hinterfragen. Im Präsidentschaftswahlkampf 1984 fand er auch Eingang in die amerikanische Politik und politische Sprache, als während der Präsidentschaftsvorwahl der Demokraten Walter Mondale am 11. März 1984 in einer Fernsehdebatte zu seinem Gegenkandidaten Gary Hart sagte: „When I hear your new ideas I’m reminded of that ad, ‘Where’s the beef?’“ (Wenn ich von Ihren neuen Ideen höre, muss ich an die Werbung Wo ist das Fleisch? denken). Unter anderem haben Journalisten den Spruch während der demokratischen Präsidentschaftsvorwahl zwischen Hillary Clinton und Barack Obama 2008 verwendet. In der Episode Am Anfang war das Wort der US-amerikanischen Zeichentrickserie Die Simpsons zeigt Homer seiner Familie einen alten Zeitungsartikel (vom Tag von Lisas Geburt) mit dem Ausspruch als Schlagzeile, der sich auf die Debatte zwischen Mondale und Hart bezieht. Bart ist davon jedoch eher irritiert und versteht den Spruch nicht.

## Belege
1. ↑  Linda Seger: Creating Unforgettable Characters. Holt, New York 1990, S. 25.
2. ↑  Elizabeth M. Knowles: The Oxford Dictionary of Quotations. 5. Auflage. Oxford University Press, Oxford 1999, S. 526; Mondale to Hart: „Where’s The Beef?“ Video. In: C-Span.org, 24. Juni 2012.
3. ↑  Mort Condracke: Post-N.H., Obama Needs to Answer ‘Where’s the Beef?’ In: RealClearPolitics, 20. Januar 2008.
4. ↑  siehe